# Werner Voss
Werner Voss, en alemán Werner Voß (Krefeld, 13 de abril de 1897-Frezenberg, Bélgica; 23 de septiembre de 1917), fue un piloto alemán durante la Primera Guerra Mundial. Junto con Manfred von Richthofen, Oswald Boelcke,  Kurt Wolff y Max Immelmann fue uno de los más famosos pilotos del conflicto. Con 48 victorias aéreas confirmadas, fue el cuarto más exitoso piloto alemán de la guerra.
Al comienzo de la guerra Voss se alistó en el 2.º Regimiento de Húsares de Westfalia y entró en acción en la región de Lorena (Francia). Debido a la inutilidad de la caballería en la guerra de trincheras, decidió pasarse a la Fuerza Aérea. Durante el entrenamiento su talento fue reconocido e inicialmente actuó como piloto instructor. En noviembre de 1916 fue destinado a la Jasta (Jagdstaffel) 2, que estaba al mando de Oswald Boelcke y donde voló como escolta de Manfred von Richthofen. Su primera victoria ocurrió el 27 de noviembre de 1916. El 8 de abril de 1917, tras 24 victorias confirmadas, fue condecorado con la Orden Pour le Mérite, la máxima condecoración de las fuerzas armadas alemanas hasta esa fecha. Anteriormente había recibido la Cruz de Hierro Segunda y Primera Clase.
En mayo de 1917 fue transferido a la Jasta 5, donde sus victorias confirmadas llegaron a 34. Fue asignado comandante de la Jasta 10, que era parte de la Jagdgeschwader 1 (JG.1), a su vez comandada por Manfred von Richthofen y que ganó fama eterna como el "Circo Volador" del Barón Rojo, debido a la colorida pintura de sus aviones. Durante esta época comenzó a volar el triplano Fokker F.I y sus últimas 10 victorias las alcanzó con este tipo de avión, contabilizando 48 victorias confirmadas.

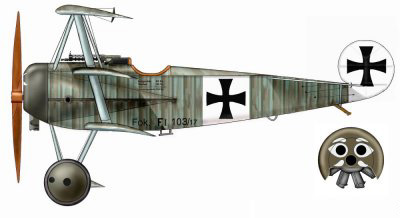
El famoso Fokker F.I que Voss utilizó en su último combate.

## Última batalla y muerte
En una de las más épicas acciones de la guerra, el 23 de septiembre de 1917, Voss entró en solitario combate contra ocho aviones de los escuadrones 56 y 60 del Cuerpo Aéreo Real británico. Esta patrulla incluía a varios de los más distinguidos ases de la misma, como James McCudden, Richard Maybery, Arthur Rhys-Davids, Keith Muspratt y Reginald Hoidge. Voss, siguiendo uno de los principios de la Dicta Boelcke entró agresivamente en combate en vez de huir, aprovechando la superior maniobrabilidad de su triplano Fokker Dr.I para continuamente ganarle la espalda a sus adversarios. El combate aéreo duró cerca de 10 minutos. Voss constantemente lograba esquivar los ataques simultáneos de los británico, sin desistir él de atacar y logró que sus balas alcanzaran a los ocho aviones ingleses, pero sin conseguir derribarlos. El daño causado por Voss a varios de los aviones británicos fue considerable y uno de ellos a duras penas pudo regresar a su base. Finalmente, tras un ataque frontal contra McCudden, la cola del avión de Voss quedó expuesta a una ráfaga de ametralladora de Arthur Rhys-Davids. Su avión dejó de tomar acciones evasivas y entró en picada, estrellándose en una granja cerca de Frezenberg, Bélgica.
James McCudden, que recibió la máxima condecoración británica, la Cruz de Victoria, antes de morir en un accidente aéreo en el verano de 1918, dijo lo siguiente:
«Su pilotaje era maravilloso, su coraje magnífico y en mi opinión fue el más valiente piloto alemán que he tenido el privilegio de ver pelear».
Por su parte, Rhys-Davids le comentó a McCudden su pesar por la muerte del piloto alemán y le expresó que hubiese deseado que fuese capturado vivo.
Werner Voss está enterrado en el Cementerio Militar Alemán en Langemarck a unos 6 km al noreste de Ypres, Bélgica. Hay calles nombradas en su honor en las ciudades de Krefeld y Berlín.